# Eurema brigitta
Eurema brigitta är en fjärilsart som först beskrevs av Stoll 1780.  Eurema brigitta ingår i släktet Eurema och familjen vitfjärilar. IUCN kategoriserar arten globalt som livskraftig. Inga underarter finns listade i Catalogue of Life.

## Bildgalleri

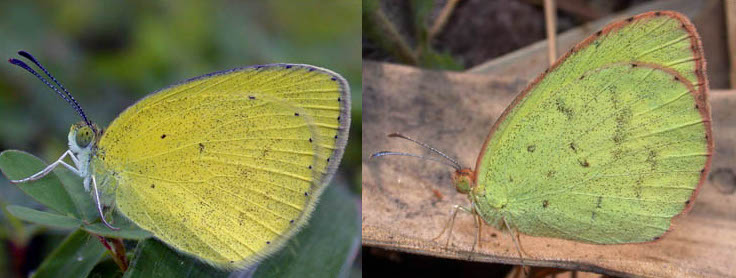